# Прасолов, Игорь Николаевич
Игорь Николаевич Прасолов (укр. Ігор Прасолов  Миколайович; род. 4 февраля 1962, Песчаный, Мурманская область) — украинский управленец и экономист. Народный депутат Украины V, VI и VII созывов. С 24 декабря 2012 по 27 февраля 2014 года министр экономического развития и торговли Украины. Кандидат экономических наук.

## Биография
Родился 4 февраля 1962 года в посёлке Песчаный Мурманской области РСФСР.
Работал учеником электрослесаря, электрослесарем на Новочеркасской ГРЭС (Ростовская область). В 1980—1982 годах служил в Вооружённых силах СССР.
В 1987 году окончил с отличием Ростовский государственный университет (учился с 1982 года) по специальности «политэкономия» с квалификацией экономиста, преподавателя политэкономии.
В 1987—1990 годах — ассистент кафедры политэкономии Донецкого государственного университета.
В 1989—1991 годах работал главным бухгалтером и главным экономистом (по совместительству) в Центре правовой информатики «Правинформ» (юридические и консультационные услуги).
В середине 1991 года организовал на Донецкой товарной бирже секцию по торговле ценными бумагами. Создавал рынок ценных бумаг в Украине. Несколько месяцев спустя стал одним из инициаторов создания и вице-президентом первой украинской инвестиционной компании «ДИКОМ», учредителями которой были крупнейшие промышленные предприятие и банки Донбасса. Компания «ДИКОМ» в декабре 1991 получила лицензию № 1 на осуществление операций с ценными бумагами в Украине.
В 1993—2000 годах — совладелец и генеральный директор инвестиционной компании «Керамет Инвест» (инвестиционный банкинг, торговля ценными бумагами, консалтинг).
В 1995 году основал «Объединенную регистрационную компанию». Компания развивала собственный продукт по ведению реестров акционерных обществ и проведеню собраний акционеров. И. Прасолов лично разрабатывал техническое задание для программного продукта.
В 1997 году компания выиграла конкурс на лучшую регистрационную компанию Украины. Конкурс проводила компания FMI по поручению USIAD. Как победитель «Объединённая регистрационная компания» получила техническую помощь в размере 100 тыс. долл. США.
В 2000—2005 годах — генеральный директор ЗАО «Систем Кэпитал Менеджмент» (СКМ, металлургия, электроэнергетика, строительство, транспорт, медиа, горнорудная промышленность, машиностроение, телекоммуникации, финансовые услуги). Стоимость активов группы СКМ достигала 24 млрд долларов США, а количество работников- более 163 000 человек. В момент становления СКМ основным источником кадров для неё была инвестиционная компания «Керамет Инвест».
В период работы в СКМ возглавил наблюдательные советы Первого украинского международного банка, ОАО «Азовсталь», ОАО «Харцызский трубный завод», ОАО «Авдеевский коксохимический завод» и других предприятий группы.
В 2006—2007 годах — народный депутат Украины V созыва (№ 43 в избирательном списке Партии регионов), член комитета Верховной Рады по вопросам бюджета.
Постановлением парламента от 11 января 2007 года был назначен членом совета Национального Банка Украины, с февраля того же года избран заместителем главы Совета НБУ. 26 апреля 2012 года избран председателем Совета НБУ.
С ноября 2007 года — народный депутат Украины VI созыва от Партии регионов (тот же № 43 в списке), председатель Подкомитета по вопросам ценных бумаг и фондового рынка Комитета Верховной Рады по вопросам финансов и банковской деятельности. Архитектор и разработчик Законов Украины «Об институтах совместного инвестирования» и «О депозитарной системе Украины». Последний был признан европейскими специалистами одним из самых прогрессивных в Европе. Идеолог и разработчик проекта Закона о производных ценных бумагах, центральное место в котором отводилось причерноморскому фьючерсу на пшеницу.
28 октября 2012 года избран народным депутатом Украины VII созыва (№ 68 в избирательном списке Партии регионов).
24 декабря 2012 года назначен министром экономического развития и торговли Украины, в связи с чем сложил депутатские полномочия.
Член Украинско-Российской межгосударственной комиссии (с 2 апреля 2013 года).
С 2014 по 2016 годы — президент научно-исследовательского центра «Демократия и прогресс», в которой занимался разработкой программы экономических реформ.
С 2016 по 2018 годы возглавлял группу предприятий «Азовмаш» (электрометаллургия, вагоностроение). Как кризис-менеджер возобновил производство вагонного литья на предприятии «Азовэлектросталь», которое не работало 3 года.

## Награды
- Орден «За заслуги» ІІІ степени (20 августа 2010)[8].
- Нагрудный знак «За высокие достижения в построении системы предотвращения и противодействия легализации (отмыванию) доходов, полученных преступным путем» III степени (2013).